# Cristian Vella
Cristian Daniel Vella (Santa Fe, Argentina, 6 de marzo de 1978) es un exfutbolista argentino. Actualmente dirige a la selección sub-20 de Costa Rica.
Vella fue ayudante de campo del Club Atlético Banfield de Argentina, del Cusco FC de Perú, del Club Sporting Cristal de Perú y del Club Bolívar de Bolivia. Sus primeros pasos fueron como técnico de la séptima división del Club Atlético Independiente y del Club Atlético Boca Juniors, consiguiendo con este último 3 títulos: Torneo UC Sub-17 en Chile, Evergrande sub-17 en China y Superliga Argentina 2018. También estaba a cargo del área de metodología y planificación de entrenamientos en ambos clubes.
Como jugador su posición era lateral derecho; su último club fue Central Córdoba de Rosario. Es el hermano mayor del también exfutbolista Luciano Vella.

## Trayectoria
Arrancó su carrera como futbolista en Vélez Sarsfield, en 1999, donde llegó a participar en los torneos locales y en las Copa Mercosur 2000 y 2001. En el 2002, bajó hasta la Primera B para jugar la primera parte de la temporada 2002/03 en Argentino de Rosario. Un año más tarde, fue transferido a Central Córdoba, que se encontraba en la misma categoría. A mediados del 2004, pasó a Defensores de Belgrano para jugar la temporada 2004/05, campeonato en el que descendió a la Primera B tras perder el encuentro de repechaje contra Chacarita Juniors por 5-4 en penales, luego de empatar 0-0 durante el tiempo reglamentario. Para la temporada 2005/06 regresa a Central Córdoba donde, luego de finalizar en sexto lugar, disputó el Torneo Reducido, cayendo en la final frente a Deportivo Morón. Al finalizar el campeonato, fue fichado por Ben Hur, que en aquel entonces militaba en la Primera B Nacional. A pesar de haber logrado salvarse del descenso en la temporada 2006/07 luego de ganarle a Guillermo Brown por un global de 4-0, el club de Rafaela no pudo evitar la caída al Torneo Argentino A una temporada más tarde. En el año 2008, se lo llevó All Boys, reciente campeón de la Primera B y equipo que jugaba en la Primera B Nacional. Allí, logró el ascenso a Primera División con el Albo luego de que este derrotara sorprendentemente a Rosario Central en los encuentros de promoción, con un empate 1-1 de local y un triunfo por 3-0 de visitante, siendo Vella el autor del tercer gol en el último encuentro, condenando de esa manera al equipo rosarino a la Primera B Nacional. A pesar de tener un año más de contrato en el 2012 se ficha para jugar en Atlético de Rafaela.

## Clubes

### Como jugador
| Club                    | País      | Año         |
| ----------------------- | --------- | ----------- |
| Vélez Sarsfield         | Argentina | 1999 - 2002 |
| Argentino Rosario       | Argentina | 2002        |
| Central Córdoba         | Argentina | 2003 - 2004 |
| Defensores de Belgrano  | Argentina | 2004 - 2005 |
| Central Córdoba         | Argentina | 2005 - 2006 |
| Ben Hur                 | Argentina | 2006 - 2008 |
| All Boys                | Argentina | 2008 - 2012 |
| Atlético de Rafaela     | Argentina | 2012 - 2013 |
| Club Sportivo Belgrano  | Argentina | 2013        |
| Central Córdoba Rosario | Argentina | 2014 - 2016 |

### Como entrenador
| Equipo                         | País       | Año       |
| ------------------------------ | ---------- | --------- |
| Selección sub-15 de Costa Rica | Costa Rica | 2023      |
| Selección sub-20 de Costa Rica | Costa Rica | 2023-2024 |

### Como segundo entrenador
| Equipo                         | País       | Año       |
| ------------------------------ | ---------- | --------- |
| Cusco F. C.                    | Perú       | 2021      |
| Selección de Costa Rica        | Costa Rica | 2023      |
| Selección de Costa Rica sub-23 | Costa Rica | 2023      |
| Selección de Costa Rica sub-17 | Costa Rica | 2023-2024 |
| Selección de Costa Rica        | Costa Rica | 2024      |